# Helmiopsis glaberrima
Helmiopsis glaberrima är en malvaväxtart som beskrevs av Arenes. Helmiopsis glaberrima ingår i släktet Helmiopsis och familjen malvaväxter. Inga underarter finns listade i Catalogue of Life.